# Santa Quitéria do Maranhão (kommun)
Santa Quitéria do Maranhão är en kommun i Brasilien.   Den ligger i delstaten Maranhão, i den nordöstra delen av landet, 1 500 km norr om huvudstaden Brasília. Antalet invånare är 29 172.
Omgivningarna runt Santa Quitéria do Maranhão är huvudsakligen savann. Runt Santa Quitéria do Maranhão är det glesbefolkat, med 16 invånare per kvadratkilometer.